# Adelina Patti

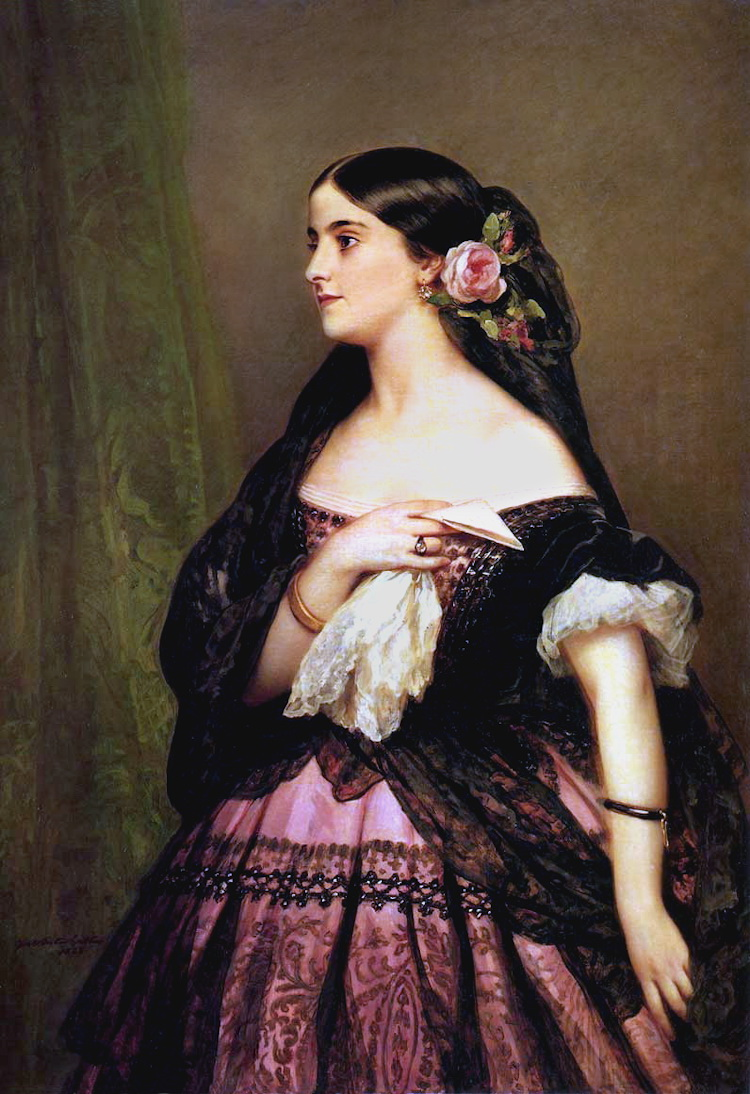
Franz Xaver Winterhalter: Adelina Patti

Adelina Patti, Lithographie von Vinzenz Katzler, 1863

Adelina Patti

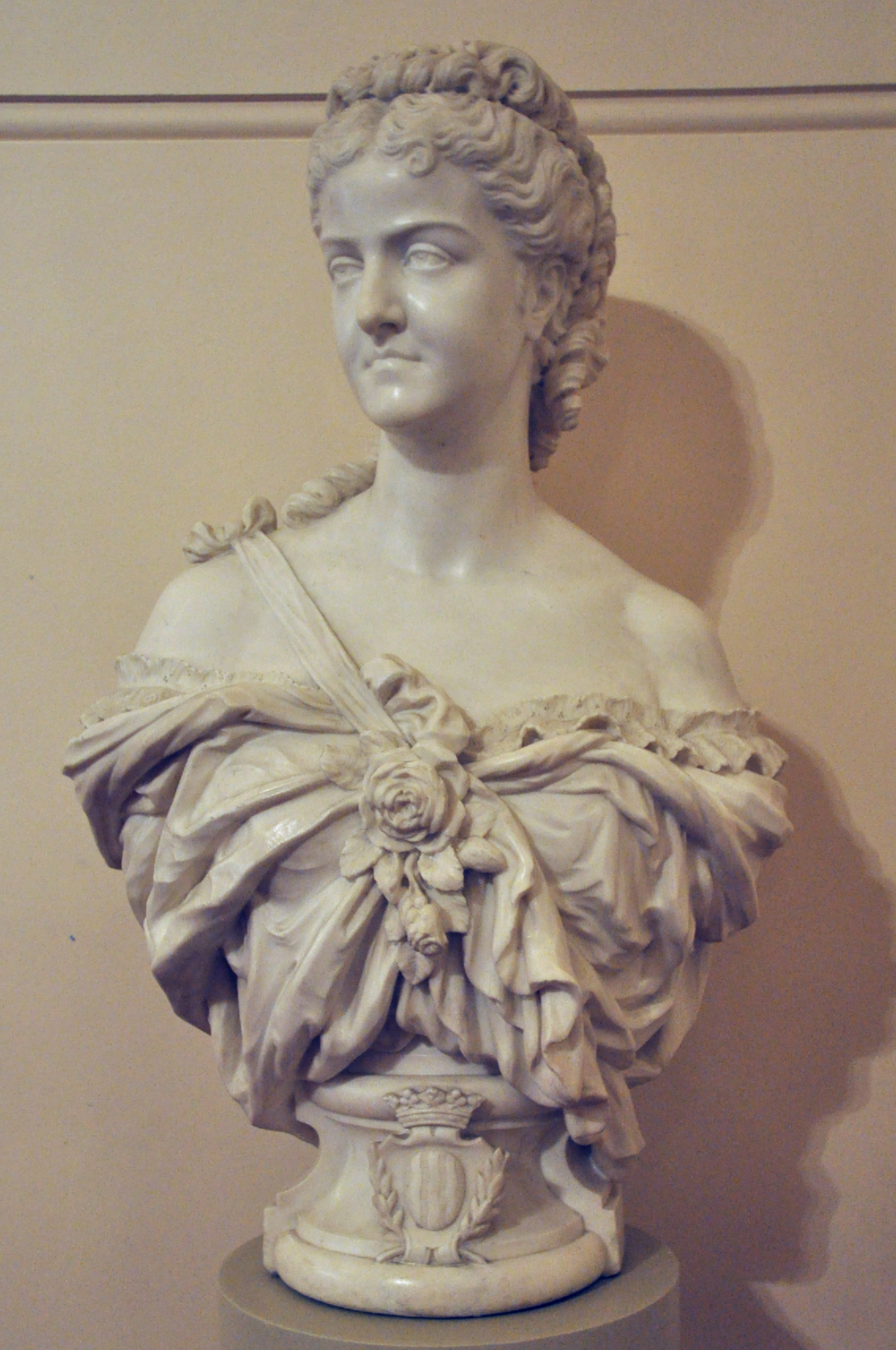
Adelina Patti, Büste von Ludovic Durand im Royal Opera House, Covent Garden, London

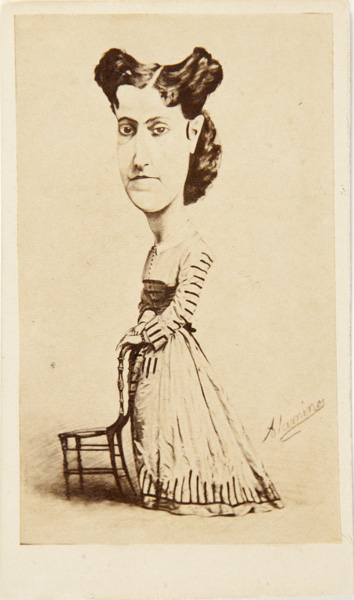
Karikatur von Adelina Patti

Adelina Patti, eigentlich Adela Juana Maria Patti (* 18. Februar 1843 in Madrid; † 27. September 1919 in Craig-y-Nos, Wales), war eine spanische Opernsängerin (Sopran, soprano sfogato) italienischer Abstammung. Die Künstlerin galt als eine der ganz großen Koloratursopranistinnen ihrer Zeit.

## Leben
Adelina Patti, Tochter der italienischen Sänger Salvatore Patti und Caterina Barili-Patti, war eine Schülerin ihres Schwagers Moritz Strakosch. Schon im Alter von sieben Jahren soll sie die schwersten Arien fehlerfrei aus dem Gedächtnis gesungen haben. 1852 trat sie in New York erstmals öffentlich auf. Ihr Operndebüt hatte sie 1859 als Lucia in Gaetano Donizettis Lucia di Lammermoor, einer Partie, die enorme Anforderungen an die Koloraturfestigkeit der Sopranistin stellt und der Grundstein ihrer kometenhaften Karriere war. Aufgrund ihrer klaren Stimme und beachtlichen Bandbreite erhielt sie die bedeutendsten Rollen in Opern von Vincenzo Bellini, Gioachino Rossini und Giuseppe Verdi.
Die Künstlerin sang an zahlreichen europäischen Bühnen, in Südamerika sowie an der Metropolitan Opera in New York. Für eine Saison wurde die „Operndiva“ nach Russland engagiert und dort als „Hofsängerin“ mit enormem Reichtum überhäuft. Zu ihren europäischen Gastspielen reiste Adelina Patti in einem speziell gefertigten Privatzug mit 50 Koffern, einer Menagerie von Haustieren sowie mit ihrem Privatsekretär und dem persönlichen Chefkoch.
Keine Sängerin bekam höhere Gagen; sie war unbestritten der „Superstar“ der italienischen Oper in der zweiten Hälfte des 19. Jahrhunderts. Für ihre für November 1903 angekündigte „unwiderruflich letzte“ Tour durch die USA soll sie für 60 Konzerte innerhalb von sechs Monaten je 5.000 US-Dollar plus Gewinnbeteiligung gefordert und erhalten haben.
Ihr berühmter Schmuck ging in den Besitz der englischen Sopranistin Eva Turner (1892–1990) über, die ihn wiederum Gwyneth Jones vermachte.
Über Adelina Pattis Rolle als Violetta in Verdis La traviata schrieb ein Kritiker am 28. März 1866:

„Mit Frl. Patti sollte meines Erachtens immer nur der erste Akt von 'La traviata' gespielt werden, der bis jetzt zu den wunderbarsten Blüten ihrer Krone zählt. Der erste Akt ist wie ein Rausch. Sie singt mit einer vollkommenen Brillanz, mit frischer Stimme, jugendlichem Überschwang und luxuriöser Fioritur; die den Saal zum Festsaal machen … Für so viel Anmut, Glanz und Virtuosität kann die Begeisterung gar nicht groß genug sein“

## Zeitzeugen
Oscar Wilde setzte der Adelina Patti in seinem Roman Das Bildnis des Dorian Gray ein Denkmal:

„Mein lieber Basil, wie soll ich das wissen? murmelte Dorian Gray, nippte etwas blaßgelben Wein aus dem zarten, goldgeränderten Becher aus venezianischem Glas und blickte äußerst gelangweilt drein. Ich war in der Oper. Sie hätten auch hinkommen sollen. Ich habe dort Henrys Schwester, Lady Gwendolen, kennengelernt. Wir waren in ihrer Loge. Sie ist äußerst charmant und die Patti hat göttlich gesungen.“

## Familie
Auch ihre beiden Schwestern Carlotta Patti (1835–1889) und Amelia Patti (1831–1915) waren angesehene Sängerinnen. Ihr Bruder Carlo Patti (1842–1873) war ein bekannter Violinist und Dirigent, der u. a. an der Oper von New Orleans, später in New York und St. Louis wirkte.
Adelina Patti war dreimal verheiratet. Sie heiratete 1868 den Marquis Sébastien Henri de Cahuzac, Marquis de Caux (1825–1889), dieser arbeitete als Vortänzer und Stallmeister am französischen Hof. Die Ehe wurde 1885 geschieden. Patti heiratete den Tenor Ernst Nocolini (eigentlich:Ernest Nikolas) (* 23. Februar 1834; † 19. Januar 1898). Er war zuvor verheiratet und hatte bereits fünf Kinder und nun eine skandalöse Scheidung hinter sich. Nach seinem Tod heiratete sie 1899 den damals 23-jährigen Baron Olof Rudolf von Cederström. Ihren Lebensabend verbrachte sie auf dem Schloss Craig y Nos bei Brecknock in Wales, wo sie im Herbst 1919 auch starb. Ihr Grab befindet sich, ihrem Wunsch gemäß, auf dem Friedhof Père-Lachaise (Division 4) in Paris.